# Giovanni León
Francisco Giovanni León Rodríguez (Ensenada, 12 marzo 1992) è un ex calciatore messicano, di ruolo difensore.

## Carriera
Ha giocato nella massima serie messicana.